# وستهامبتون بيتش (نيويورك)
وستهامبتون بيتش (بالإنجليزية: Westhampton Beach, New York)‏ هي منطقة سكنية تقع في الولايات المتحدة في مقاطعة سوفولك، نيويورك. يقدر عدد سكانها بـ 1,721 نسمة ومساحتها 7.7 كم2 وترتفع عن سطح البحر 2 متر.

## التركيبة السكانية
حدّد مكتب تعداد الولايات المتحدة بيانات التركيبة السكانية لوستهامبتون بيتش في تعداد الولايات المتحدة. في ما يلي، التركيبة السكانية حسب تعدادي 2000 و2010.

### تعداد عام 2000
بلغ عدد سكان وستهامبتون بيتش 1,902 نسمة بحسب تعداد عام 2000، وبلغ عدد الأسر 805 أسرة وعدد العائلات 498 عائلة مقيمة في القرية. في حين سجلت الكثافة السكانية 244.5 نسمة لكل كيلومتر مربع (633.3/ميل2). وبلغ عدد الوحدات السكنية 2,279 وحدة بمتوسط كثافة قدره 292.9 لكل كيلومتر مربع (758.6/ميل2).
وتوزع التركيب العرقي للقرية بنسبة 89.17% من البيض و4.63% من الأمريكيين الأفارقة و0.42% من الأمريكيين الأصليين و1.16% من الأمريكيين ذوي الأصول الآسيوية و0.05% من سكان جزر المحيط الهادئ و2.84% من الأعراق الأخرى و1.74% من عرقين مختلطين أو أكثر و7.68% من الهسبانيون أو اللاتينيون من أي عرق.
بلغ عدد الأسر 805 أسرة كانت نسبة 24.6% منها لديها أطفال تحت سن الثامنة عشر تعيش معهم، وبلغت نسبة الأزواج القاطنين مع بعضهم البعض 47.1% من أصل المجموع الكلي للأسر، ونسبة 11.1% من الأسر كان لديها معيلات من الإناث دون وجود شريك، بينما كانت نسبة 3.7% من الأسر لديها معيلون من الذكور دون وجود شريكة وكانت نسبة 38.1% من غير العائلات. تألفت نسبة 32.7% من أصل جميع الأسر من عدة أفراد يعيشون في نفس المنزل ونسبة 13.7% كانت تتألف من شخص يعيش بمفرده يبلغ من العمر 65 عاماً أو أكثر. وبلغ متوسط حجم الأسرة المعيشية 2.25، أما متوسط حجم العائلات فبلغ 2.81.
بلغ العمر الوسطي للسكان 44.4 عاماً. وكانت نسبة 18.7% من القاطنين تحت سن الثامنة عشر، وكانت نسبة 5.6% بين الثامنة عشر والرابعة والعشرين عاماً، ونسبة 23.6% كانت واقعةً في الفئة العمرية ما بين الخامسة والعشرين والرابعة والأربعين عاماً، ونسبة 27.8% كانت ما بين الخامسة والأربعين والرابعة والستين، ونسبة 19.7% كانت ضمن فئة الخامسة والستين عاماً فما فوق. يوجد لكل 100 أنثى 89.4 ذكر، ويوجد لكل 100 أنثى في الثامنة عشر من عمرها فما فوق 87.0 ذكر.
بلغ متوسط دخل الأسرة في القرية 58,438 دولارًا، أما متوسط دخل العائلة فبلغ 74,412 دولارًا. وكان متوسط دخل الذكور 55,625 دولارًا مقابل 33,000 دولارًا للإناث. وسجل دخل الفرد الخاص بالقرية 38,500 دولارًا. وكانت نسبة 6.8% من العائلات ونسبة 9% من السكان تحت خط الفقر، وكان من هؤلاء نسبة 10.9% تحت سن الثامنة عشر ونسبة 4.3% في الخامسة والستين من العمر وما فوق.

### تعداد عام 2010
بلغ عدد سكان وستهامبتون بيتش 1,721 نسمة بحسب تعداد عام 2010، وبلغ عدد الأسر 691 أسرة وعدد العائلات 420 عائلة مقيمة في القرية. في حين سجلت الكثافة السكانية 221.2 نسمة لكل كيلومتر مربع (572.9/ميل2). وبلغ عدد الوحدات السكنية 2,376 وحدة بمتوسط كثافة قدره 305.4 لكل كيلومتر مربع (791.0/ميل2).
وتوزع التركيب العرقي للقرية بنسبة 87.16% من البيض و2.67% من الأمريكيين الأفارقة و1.05% من الأمريكيين الأصليين و1.05% من الأمريكيين ذوي الأصول الآسيوية و6.45% من الأعراق الأخرى و1.63% من عرقين مختلطين أو أكثر و19.76% من الهسبانيون أو اللاتينيون من أي عرق.
بلغ عدد الأسر 691 أسرة كانت نسبة 26.6% منها لديها أطفال تحت سن الثامنة عشر تعيش معهم، وبلغت نسبة الأزواج القاطنين مع بعضهم البعض 45% من أصل المجموع الكلي للأسر، ونسبة 9.8% من الأسر كان لديها معيلات من الإناث دون وجود شريك، بينما كانت نسبة 5.9% من الأسر لديها معيلون من الذكور دون وجود شريكة وكانت نسبة 39.2% من غير العائلات. تألفت نسبة 31.7% من أصل جميع الأسر من عدة أفراد يعيشون في نفس المنزل ونسبة 13% كانت تتألف من شخص يعيش بمفرده يبلغ من العمر 65 عاماً أو أكثر. وبلغ متوسط حجم الأسرة المعيشية 2.44، أما متوسط حجم العائلات فبلغ 3.04.
بلغ العمر الوسطي للسكان 42.5 عاماً. وكانت نسبة 20.3% من القاطنين تحت سن الثامنة عشر، وكانت نسبة 7.7% بين الثامنة عشر والرابعة والعشرين عاماً، ونسبة 25.2% كانت واقعةً في الفئة العمرية ما بين الخامسة والعشرين والرابعة والأربعين عاماً، ونسبة 29.6% كانت ما بين الخامسة والأربعين والرابعة والستين، ونسبة 17.1% كانت ضمن فئة الخامسة والستين عاماً فما فوق. وتوزع التركيب الجنسي للسكان بنسبة 52.3% ذكور و47.7% إناث.